# Карлтонські сади
Карлтонські сади (англ. Carlton Gardens} — об'єкт Світової спадщини ЮНЕСКО у місті Мельбурн (штат Вікторія, Австралія).
Знаходяться на північно-східній околиці Центрального ділового району у передмісті Карлтон.
На площі в 26 гектарів крім зелених насаджень розташовані: Королівський виставковий центр, Мельбурнський музей, кінотеатр Imax, тенісні корти, дитячий майданчик. Об'єкт має форму правильного чотирикутника, знаходиться на розі вулиць Вікторія, Ратдаун, Карлтон і Ніколсон. У списку об'єктів Світової спадщини зазначено, що Карлтонські сади мають «історичне, архітектурне, естетичне, соціальне та наукове значення для штату Вікторія».
Сади є прикладом ландшафтної архітектури вікторіанської епохи з широкими газонами і зеленими насадженнями з європейських і австралійських дерев, серед яких дуб черешчатий, тополя біла, платан, в'яз, таксодіум дворядний, Cupressus funebris, Quercus cerris, араукарія, кедри та інші хвойні, і місцевих вічнозелених рослин, зокрема Ficus macrophylla і Acmena ingens, а також квітниками з однорічних рослин і чагарників.
Групи дерев утворюють алеї, що підкреслюють архітектурні форми виставкового центру. Однією з них є Велика платанова алея, яка веде до виставкового центру. У південній частині парку розташовані два невеликих декоративних ставка.
Фауна представлена опосумами, качками і каченятами навесні, Podargus strigoides, кукабаррами і кажанами.
Сади мають три цікавих фонтани: фонтан, спроектований для всесвітньої виставки 1880 року скульптором Джозефом Гоккуртелем, французький фонтан і питний фонтан Уестгарт.

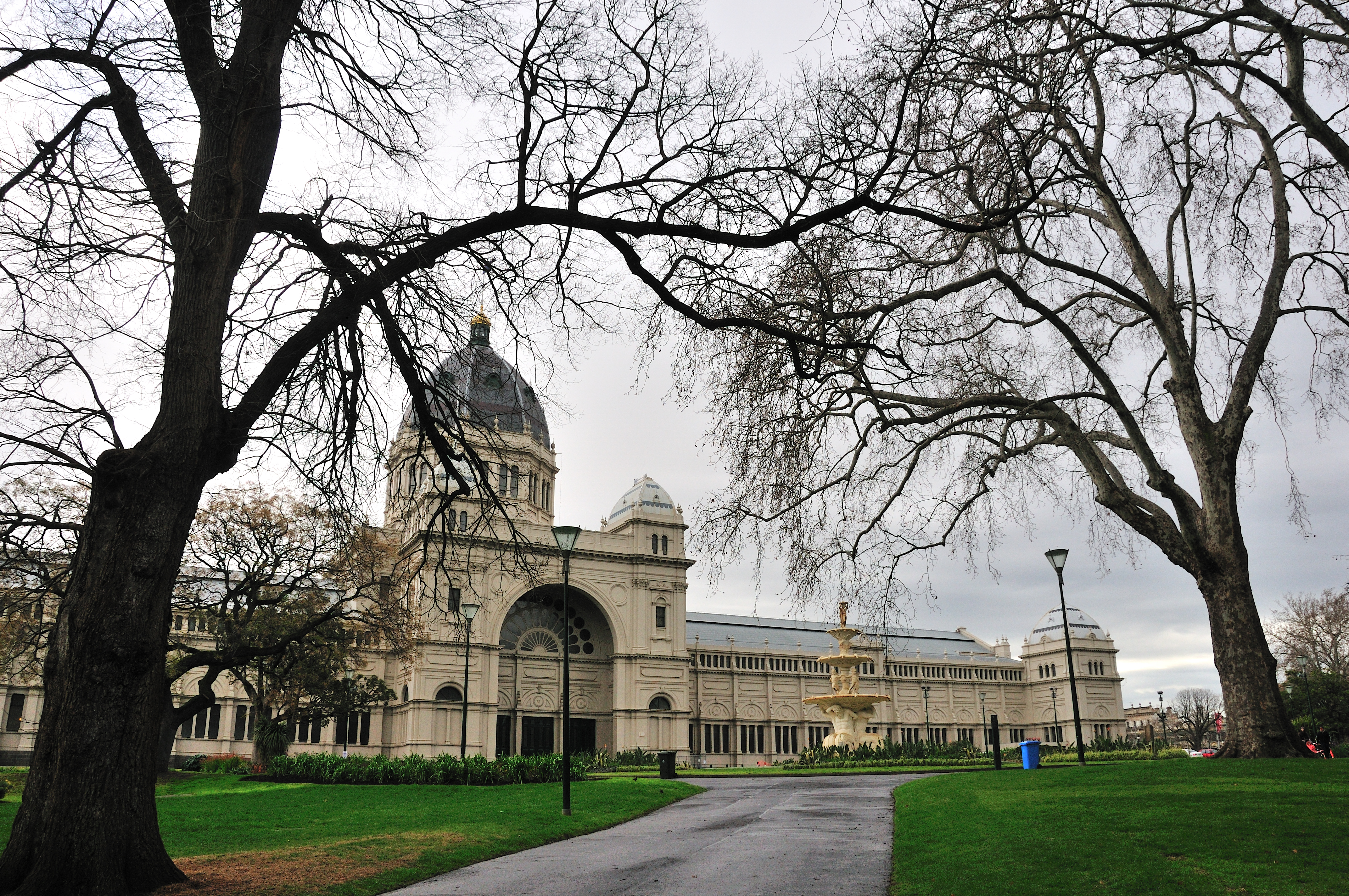
Королівський виставковий центр і Карлтонські сади
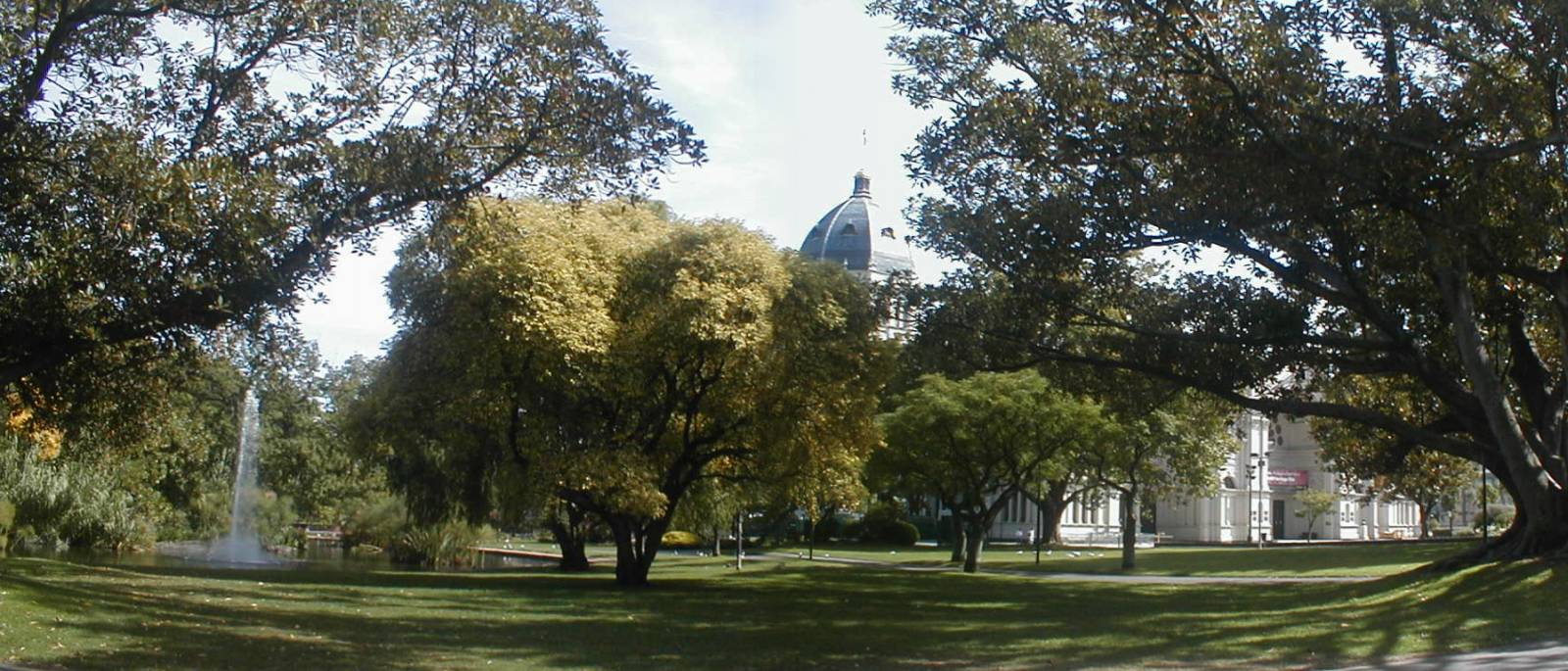
Карлтонські сади
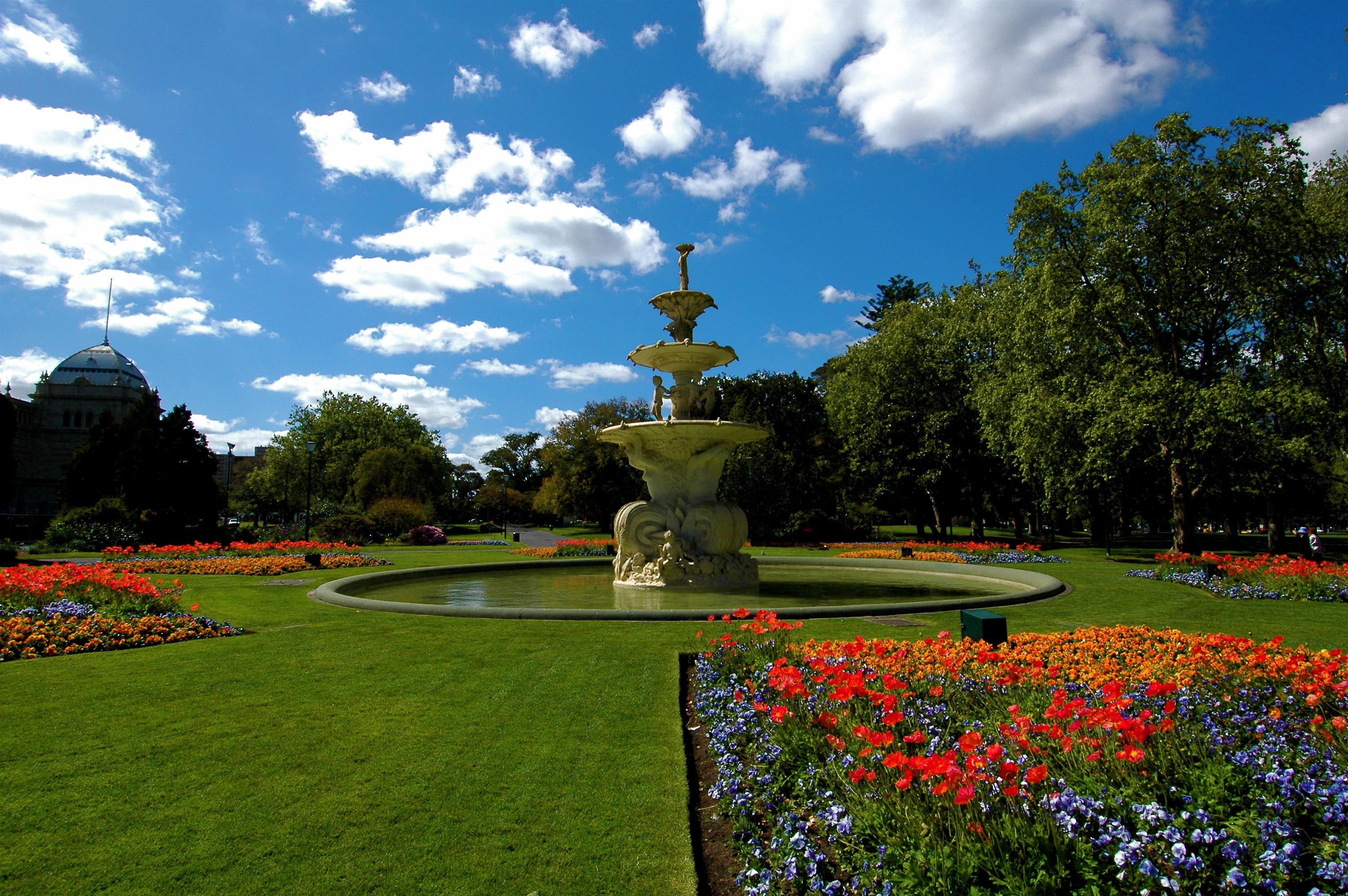
Фонтан